# Leonore Gewessler
Leonore Gewessler (Graz, Estiria; 15 de septiembre de 1977) es una política del partido Los Verdes – La Alternativa Verde. Desde el 29 de junio de 2025 ejerce como presidenta nacional del partido, cargo para el cual fue elegida con el 96,76 % de los votos de los delegados. Anteriormente fue ministra de Protección del Clima, Medio Ambiente, Energía, Movilidad, Innovación y Tecnología de Austria entre 2020 y 2025.

## Biografía

### Primeros años y formación
Gewessler creció en Sankt Marein bei Graz, en el estado federado de Estiria. Asistió a la escuela primaria local y posteriormente al Wirtschaftskundliches Bundesrealgymnasium en Graz, donde completó su educación secundaria. Estudió Ciencias Políticas en la Universidad de Viena, con especialización en desarrollo internacional.

### Trayectoria profesional
Entre 2006 y 2008 trabajó como jefa de oficina en la administración del distrito vienés de Neubau, donde participó en proyectos de desarrollo urbano sostenible. En 2008 se trasladó a Bruselas para desempeñarse como directora ejecutiva de la Green European Foundation, un instituto vinculado al Partido Verde Europeo, financiado por el Parlamento Europeo para promover el debate sobre políticas ecológicas a nivel comunitario.
En 2014 regresó a Austria y asumió la dirección de Global 2000, una de las principales organizaciones no gubernamentales medioambientales del país. Desde ese cargo lideró campañas públicas contra el uso del herbicida glifosato, la ampliación de la central nuclear de Mochovce en Eslovaquia y los acuerdos comerciales internacionales CETA y TTIP.

### Carrera política
En 2019 se integró a Los Verdes como independiente y ocupó el segundo lugar en la lista federal para las elecciones legislativas celebradas en octubre de ese año. Tras el regreso del partido al Consejo Nacional, participó activamente en las negociaciones para la formación de la coalición de gobierno con el Partido Popular Austríaco (ÖVP).

#### Ministra federal
El 7 de enero de 2020 fue nombrada ministra federal de Acción Climática, Medio Ambiente, Energía, Movilidad, Innovación y Tecnología en el segundo gabinete de Sebastian Kurz. Luego fue mantenida en este cargo por los cancilleres Alexander Schallenberg y Karl Nehammer ambos del ÖVP.
Entre las iniciativas más destacadas de su gestión como ministra figura la introducción del Klimaticket, un abono anual de transporte público válido a nivel nacional con el objetivo de fomentar la movilidad sostenible. También promovió la denuncia presentada por Austria ante el Tribunal de Justicia de la Unión Europea en contra de la inclusión de la energía nuclear y el gas en la taxonomía verde comunitaria.
En 2024 su apoyo al Reglamento europeo de Restauración de la Naturaleza suscitó controversia en Austria, ya que votó a favor en el Consejo de Ministros de Medio Ambiente de la UE pese a la oposición de su socio de coalición, el ÖVP. Posteriormente, la fiscalía desestimó una denuncia presentada en su contra por supuesto abuso de autoridad.
Abandono el cargo de ministra luego de las elecciones federales de 2024 y la imposibilidad de reconfigurar la coalición con los conservadores, su ministerio fue fusionado con el de Agricultura y fue sucedida por Norbert Totschnig en el nuevo gobierno del canciller Christian Stocker.

#### Presidenta de Los Verdes
En junio de 2025 fue elegida presidenta federal de Die Grünen con un 96,8 % de los votos en un congreso partidario, sucediendo en el cargo a Werner Kogler.

## Vida personal
Leonore Gewessler está casada desde 2014 con Herbert Greisberger, director de la Agencia de Energía y Medio Ambiente de Baja Austria. No tienen hijos.